# Escut de la Torre de Fontaubella
L'escut oficial de la Torre de Fontaubella té el següent blasonament:
Escut caironat partit: 1r d'argent, 2n de porpra; ressalta sobre el tot una torre torrejada i oberta de l'un en l'altre. Per timbre, una corona mural de poble.
No obstant això, cal assenyalar que l'ajuntament està emprant una forma diferent de l'aprovada oficialment, en la qual s'han afegit dues branques d'olivera al blasó oficial.

## Història
El 23 de març de 2000, el Ple de l'Ajuntament de la Torre de Fontaubella (Priorat) va adoptar l'acord d'aprovar l'escut heràldic municipal. Fou publicat en el DOGC el 9 d'agost del 2000.
La torre torrejada és el senyal parlant tradicional, al·lusiu al nom de la localitat. De fet, al mig del poble encara hi ha les restes d'una antiga torre de defensa, la Torre del Rafolí, d'origen musulmà.